# Hércules de Miranda
Hércules de Miranda, conegut com a Hércules, (2 de juliol de 1912 - 3 de setembre de 1982) fou un futbolista brasiler.

## Selecció del Brasil
Va formar part de l'equip brasiler a la Copa del Món de 1938.

## Palmarès
Fluminense
- Campeonato Carioca: 1936, 1937, 1938, 1940, 1941